# Gracindo Júnior
Gracindo Júnior, nome artístico de Epaminondas Xavier Gracindo (Rio de Janeiro, 21 de maio de 1943), é um ator, letrista, diretor, autor e roteirista brasileiro, filho do também ator Paulo Gracindo e pai dos também atores Gabriel Gracindo, Pedro Gracindo e Daniela Duarte.

## Biografia
Gracindo Júnior estreou profissionalmente em 1962, na montagem original de A Escada, de Jorge Andrade, com direção de Ivan de Albuquerque, pelo Teatro do Rio. Seguiram-se participações no musical Os Fantástikos, de Tom Jones e Harvey Schmidt, e na inovadora montagem de Onde Canta o Sabiá, de Gastão Tojeiro, dirigido por Paulo Afonso Grisolli.Participou da montagem de dois clássicos: A Megera Domada, de William Shakespeare, encenado por Benedito Corsi; e O Burguês Fidalgo, de Molière, com direção de Ademar Guerra, ambos de 1968.
A carreira de Gracindo Júnior é ligada a autores brasileiros contemporâneos, notadamente Oduvaldo Vianna Filho, autor de peças em que atua, tais como: Dura Lex Sed Lex, com direção de Gianni Ratto, pelo Teatro Opinião; Alegro Desbum, texto em parceria com Armando Costa, dirigido por José Renato; Corpo a Corpo, monólogo inédito na direção de Aderbal Freire Filho; fazendo sua estréia como diretor também com texto de Vianinha, em A Longa Noite de Cristal. De Leilah Assumpção, atuou em Jorginho, o Machão; e dirigiu e produziu Roda Cor de Roda. De Millôr Fernandes, atuou em A Viúva Imortal, pelo Teatro Nacional de Comédia, em 1967, e dirigiu É..., na montagem que fez temporada em Lisboa, em 1978. No mesmo ano, atuou também em Arte Final, de Carlos Queiroz Telles, encenação de Cecil Thiré e, em 1979, em Sinal de Vida, de Lauro César Muniz.   
Nos anos 1980, trabalhou com menos frequência em teatro, e dedicou-se mais à televisão. Entre as suas realizações cênicas destacaram-se um show em homenagem a seu pai, Paulo Gracindo, Meu Pai, que ele escreveu, dirigiu e produziu em 1981, e a sua participação no elenco de Obrigado Pelo Amor de Vocês, de Edgard Neville, com direção de Antônio Mercado, 1987, que fez longa temporada no Rio de Janeiro e, posteriormente, em Lisboa.
Na década de 1990, atuou em Black Out, de Frederick Knott, com direção de Eric Nielsen, em 1996, e, ao lado de Marília Pêra, em O Altar do Incenso, de Wilson Sayão, dirigido por Moacir Chaves, 1999.
Comprou briga com o SBT junto com Maitê Proença e outros atores por causa da reexibição da telenovela Dona Beija.
Interpretou em 2012 o Rei Saul na minissérie Rei Davi, na Rede Record.
Em 2017 participou da telenovela Ouro Verde, transmitida pela TVI.

## Carreira

### Televisão
| Ano  | Título                                          | Personagem                              | Notas                                   | Emissora           |
| ---- | ----------------------------------------------- | --------------------------------------- | --------------------------------------- | ------------------ |
| 1965 | A Moreninha                                     | Felipe Araújo Marcondes                 |                                         | Rede Globo         |
| 1965 | Rosinha do Sobrado                              | Afonso Henrique Alencar                 |                                         | Rede Globo         |
| 1965 | Padre Tião                                      | Júnior de Oliveira Toledo               |                                         | Rede Globo         |
| 1967 | A Rainha Louca                                  | Carlos Bórdon (Bórdon)                  |                                         | Rede Globo         |
| 1969 | Dez Vidas                                       | José Álvares Maciel                     |                                         | TV Excelsior       |
| 1970 | E Nós, Aonde Vamos?                             | Ernesto                                 |                                         | Rede Tupi          |
| 1970 | A Próxima Atração                               | Clóvis                                  |                                         | Rede Globo         |
| 1972 | Uma Rosa com Amor                               | Martons Mathias                         |                                         | Rede Globo         |
| 1973 | O Bem-Amado                                     | Jairo Portela                           |                                         | Rede Globo         |
| 1973 | Os Ossos do Barão                               | Omar                                    |                                         | Rede Globo         |
| 1976 | O Casarão                                       | João Maciel dos Santos (Jovem)          |                                         | Rede Globo         |
| 1978 | A Sucessora                                     | Epaminondas Machado                     |                                         | Rede Globo         |
| 1978 | Sítio do Pica-pau Amarelo                       | Teseu                                   | Episódio: "O Minotauro"                 | Rede Globo         |
| 1979 | Memórias de Amor                                | Silva Jardim                            |                                         | Rede Globo         |
| 1979 | Carga Pesada                                    | Perguinho                               | Episódio: "A Estrada"                   | Rede Globo         |
| 1981 | Jogo da Vida                                    | Osvaldo Ramos Cruz                      |                                         | Rede Globo         |
| 1982 | Quem Ama não Mata                               | Marcelo Gusmão                          |                                         | Rede Globo         |
| 1983 | Bandidos da Falange                             | Álvaro                                  |                                         | Rede Globo         |
| 1984 | Marquesa de Santos                              | Imperador Dom Pedro I                   |                                         | Rede Manchete      |
| 1985 | Tenda dos Milagres                              | Professor Fraga Neto                    |                                         | Rede Globo         |
| 1986 | Dona Beija                                      | Antônio Sampaio                         |                                         | Rede Manchete      |
| 1986 | Tudo ou Nada                                    | Marino Portobasso                       |                                         | Rede Manchete      |
| 1987 | Mandala                                         | Creonte Silveira                        |                                         | Rede Globo         |
| 1989 | O Salvador da Pátria                            | Ricardo Ribeiro                         |                                         | Rede Globo         |
| 1990 | Gente Fina                                      | Arthur Arantes                          |                                         | Rede Globo         |
| 1990 | Rainha da Sucata                                | Delegado                                |                                         | Rede Globo         |
| 1990 | A, E, I, O... Urca                              | Joel                                    |                                         | Rede Globo         |
| 1990 | Araponga                                        | Bernardo de Jesus Alves (Frei Bernardo) |                                         | Rede Globo         |
| 1992 | Você Decide                                     |                                         | Episódio: "Palavras de Amor"            | Rede Globo         |
| 1992 | Deus Nos Acuda                                  | Heitor Garcia                           |                                         | Rede Globo         |
| 1993 | Retrato de Mulher                               | Miguel                                  | Episódio: "Era Uma Vez… Leila"          | Rede Globo         |
| 1994 | 74.5 - Uma Onda no Ar                           | Jonas Mello Leal                        |                                         | Rede Manchete      |
| 1995 | Você Decide                                     |                                         | Episódio: "O Pátrio Poder"              | Rede Globo         |
| 1995 | Explode Coração                                 | Geraldo                                 |                                         | Rede Globo         |
| 1996 | Anjo de Mim                                     | Cincinato                               |                                         | Rede Globo         |
| 1997 | Você Decide                                     | Dr. Marcos Assunção da Cunha            | Episódio: "A Epidemia"                  | Rede Globo         |
| 1998 | Você Decide                                     | Renato Jordão                           | Episódio: "Amor ou Justiça"             | Rede Globo         |
| 1999 | Louca Paixão                                    | Miguel Albuquerque                      |                                         | Rede Record        |
| 1999 | O Belo e as Feras                               | Delegado                                | Episódio: "Desgraça Pouca é Bobagem"    | Rede Globo         |
| 1999 | Chiquinha Gonzaga                               | Barão de Mauá                           |                                         | Rede Globo         |
| 1999 | Mulher                                          | Manoel                                  | Episódio: "O Segredo"                   | Rede Globo         |
| 2000 | Aquarela do Brasil                              | Ramon García                            |                                         | Rede Globo         |
| 2000 | Esplendor                                       | Dr. Hugo Norman                         |                                         | Rede Globo         |
| 2002 | Esperança                                       | Miguel                                  |                                         | Rede Globo         |
| 2003 | Celebridade                                     | Ubaldo Quintela                         |                                         | Rede Globo         |
| 2004 | Linha Direta                                    | Chico Xavier                            | Episódio: "As Cartas de Chico Xavier"   | Rede Globo         |
| 2004 | Como uma Onda                                   | Fernando                                |                                         | Rede Globo         |
| 2006 | Cidadão Brasileiro                              | Nestor Castanho                         |                                         | Rede Record        |
| 2007 | Mandrake                                        | Adolfo                                  | Episódio: "Alma"                        | HBO Brasil         |
| 2007 | Luz do Sol                                      | Nicanor Vasconcelos                     |                                         | Rede Record        |
| 2009 | Poder Paralelo                                  | Calógero Castellamare (Don Caló)        |                                         | Rede Record        |
| 2011 | Ribeirão do Tempo                               | General Jairo                           | Episódio: "2 de maio"                   | Rede Record        |
| 2012 | Rei Davi                                        | Rei Saul                                |                                         | Rede Record        |
| 2013 | Pecado Mortal                                   | Cebolão                                 | Episódio: "25 de setembro"              | Rede Record        |
| 2014 | Plano Alto                                      | Guido Flores                            |                                         | Rede Record        |
| 2014 | Milagres de Jesus                               | Elói (idoso)                            | Episódio: "O Inválido"                  | Rede Record        |
| 2017 | Ouro Verde                                      | Januário Cavalcantti                    |                                         | TVI                |
| 2017 | Os Homens São de Marte... E é pra Lá que Eu Vou | Luiz Garcia                             | Episódio: "O Passado Bate Em Sua Porta" | GNT                |
| 2018 | Magnífica 70                                    | General Othon Pontes                    |                                         | HBO Brasil         |
| 2019 | Homens?                                         | Milton                                  | Episódio: "Ciúmes de Você"              | Amazon Prime Video |

### No cinema
| Ano  | Título                        | Personagem                |
| ---- | ----------------------------- | ------------------------- |
| 2022 | A Queda                       | Gera                      |
| 2015 | A Saga da Alma de um Poeta    | —                         |
| 2014 | Irmã Dulce                    | Dr. Augusto               |
| 2013 | Bonitinha, mas Ordinária      | Dr. Werneck               |
| 2011 | Tainá - A Origem              | Vô Tigê                   |
| 2010 | Segurança Nacional            | Senador Dauro             |
| 2010 | Topografia de um Desnudo      | Paco                      |
| 2007 | Primo Basílio                 | Castro                    |
| 2002 | A Selva                       | Sr. Guerreiro             |
| 2002 | Carro Forte                   | Joel (curta-metragem)     |
| 2001 | Bufo & Spallanzani            | Eugênio Delamare          |
| 2001 | A Hora Marcada                | Mario Velasquez           |
| 1997 | Buena Sorte                   | Maciel                    |
| 1996 | A Casa de Açúcar              | —                         |
| 1992 | Kickboxer 3: The Art of War   | Pete                      |
| 1992 | Desterro                      | Político (curta-metragem) |
| 1985 | The Emerald Forest            | Carlos                    |
| 1983 | O Trapalhão na Arca de Noé    | Marcos                    |
| 1982 | Os Trapalhões na Serra Pelada | Chicão (Francisco Alves)  |
| 1982 | Tensão no Rio                 | Juan                      |
| 1980 | Os Homens Que Eu Tive         | Dido                      |
| 1977 | O Dia Marcado                 | Nanni                     |
| 1976 | O Pai do Povo                 | Repórter                  |
| 1974 | As Moças Daquela Hora         | Gusmão                    |

#### Direção
| Ano       | Título           | Creditado como         | Emissora   |
| --------- | ---------------- | ---------------------- | ---------- |
| 1978      | A Sucessora      | Diretor Geral          | Rede Globo |
| 1979      | Marron Glacê     | Diretor Geral e Núcleo | Rede Globo |
| 1979      | Memórias de Amor | Diretor Geral e Núcleo | Rede Globo |
| 1983-1984 | Os Trapalhões    | Diretor Geral          | Rede Globo |
| 1996      | Explode Coração  | Diretor Assistente     | Rede Globo |

## Teatro[5]
- 2012/2013 - Os Canastrões
- 2007 - Às favas com os escrúpulos
- 2005 - Liberdade para as Borboletas
- 2003 - Disse me disse
- 2003 - Only You
- 2002 - Com a Pulga Atrás da Orelha
- 1999 - O Altar do Incenso
- 1997 - A Invasão
- 1996 - Blackout
- 1995 - Bibi Canta e Conta Piaf
- 1994 - O Grito dos Anjos
- 1994 - Meus Prezados Canalhas
- 1987 - Obrigado Pelo Amor de Vocês
- 1981 - Viva Sapata
- 1981 - Paulo Gracindo, Meu Pai
- 1980 - À Direita do Presidente
- 1979 - Sinal de Vida
- 1978 - É...
- 1978 - Arte Final
- 1977 - O Sapateiro do Rei
- 1977 - Roda Cor de Roda
- 1977 - Divórcio, Cupim da Sociedade
- 1977 - Quarta-Feira sem Falta, Lá em Casa
- 1977 - O Exercício
- 1976 - A Longa Noite de Cristal
- 1975 - Corpo a Corpo
- 1974 - A Teoria na Prática É Outra
- 1973 - Alegro Desbum
- 1973 - Os Últimos Dias de Amor e Paz
- 1972 - O Jogo do Crime
- 1972 - Liberdade para as Borboletas
- 1970 - Jorginho, o Machão
- 1969 - Dura Lex Sed Lex
- 1968 - O Burguês Fidalgo
- 1967 - Sabiá 67
- 1967 - Oh, Que Delícia de Guerra!
- 1967 - A Viúva Imortal
- 1966 - A Megera Domada
- 1966 - Onde Canta o Sabiá
- 1965 - Os Fantástikos
- 1963 - A Escada